# Sylvia Fowles
Sylvia Fowles, née le 6 octobre 1985 à Miami en Floride, est une basketteuse américaine.
Double championne Women's National Basketball Association (WNBA) en 2015 et 2017 avec le Lynx du Minnesota, étant désignée meilleure joueuse des Finales WNBA lors de ces deux titres, elle remporte l'Euroligue en 2009 avec l'équipe russe du Spartak Moscou. Avec la sélection américaine, elle remporte quatre médailles d'or aux Jeux olympiques, en 2008 à Pékin, en 2012 à Londres,en 2016 à Rio de Janeiro et 2020 à Tokyo. Elle est également champione du monde en 2010.

## Biographie

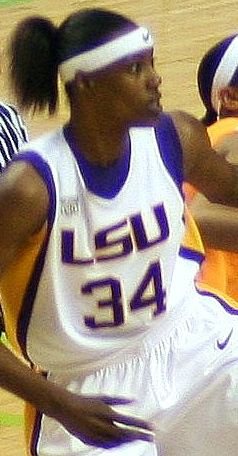
Au Final Four NCAA 2008.

Après avoir conduit son club de High School, Edison Senior High School, à deux titres consécutifs de champion de l'État, puis un passage à une autre High School, Gulliver Preparatory School, elle rejoint les LSU Lady Tigers de Louisiana State University, aidant dès sa première année son équipe à atteindre le Final Four NCAA. Les deux années suivantes, les Tigers atteignent de nouveau le Final Four. Pour sa dernière année en -université, sa saison est perturbée par une blessure au genou droit.
Auparavant dans la saison, elle était devenue la sixième joueuse à dunker dans une rencontre de NCAA, les précédentes étant Georganne Wells, Charlotte Smith, Sancho Lyttle, Michelle Snow et Candace Parker.
Malgré sa blessure, elle est nommée meilleure joueuse de la Southeastern Conference. En 2008, elle est sélectionnée par le Sky de Chicago en deuxième position de la draft WNBA, la première place étant occupée par Candace Parker. Après une blessure en début de saison qui l'a tenu éloignée des parquets durant 17 rencontres, elle termine sa première saison dans le cinq des rookie, avec une ligne de statistiques de 10,5 points, 7,5 rebonds et 2,1 contres.
Après sa première saison WNBA, elle rejoint l'Europe pour évoluer avec le club russe du Spartak Moscou, tenant du titre européen de l'Euroligue. Lors d'une rencontre l'opposant au club italien de Famila Schio, elle devient la première femme à réaliser un dunk lors d'une rencontre d'Euroligue.
La saison 2013 est celle de la première qualification du Sky pour les play-offs grâce au renfort de la rookie Elena Delle Donne. Fowles est parallèlement la meilleure rebondeuse de la ligue avec 11,5 prises et la seconde aux contres (2,4 par rencontre), ce qui en a fait la seconde meilleure défenseure de la ligue, tout en étant sa dixième marqueuse (16,3) mais avec le meilleur pourcentage de réussite (58 %). Elle manque le début de saison 2014 en raison d'une blessure  puis c'est sa coéquipière Elena Delle Donne qui est blessée. Le Sky n'accroche que d’extrême-justesse les play-offs mais parvient atteindre les Finales WNBA. Elle est la meilleure joueuse du Sky lors de la première rencontre mais est tenue très en dessous de ses moyennes dans la saison lors de la deuxième manche.
En 2013-2014, elle effectue sa première saison en Chine au Shanghai Octopus (28,6 points et 12,1 rebonds par match) et s'engage en octobre 2014 pour une seconde saison avec le même club. Pour sa seconde saison à Shanghai, elle réussite 28,4 points et 13,5 rebonds par rencontre puis dispute trois matches avec Canik Belediye en Turquie. Pour 2015-2016, elle retrouve la Chine, mais cette fois pour Beijing Great Wall où elle prend la place occupée précédemment par Brittney Griner.
Avant le début de la saison WNBA 2015, elle exprime son souhait d'être transférée vers une autre franchise, bien que le Sky ait atteint les Finales WNBA la saison précédente. Plusieurs tentatives de transfert avortent au fil ses semaines après le début de la saison. Le 27 juillet 2015, quelques jours après le All-Star Game, le Lynx, le Sky et le Dream concluent un transfert complexe qui envoie Érika de Souza au Sky et Sylvia Fowles dans le Minnesota. Durant la saison WNBA 2014, elle inscrit en moyenne 13,4 points et 10,2 rebonds en 20 rencontres pour un bilan de 15 victoires et 19 défaites et une première participation aux Finales WNBA. Dans l'Illinois, elle dispute 186 rencontres de saison régulière dont 177 dans le cinq de départ pour des statistiques moyennes de 15,7 points, 9,8 rebonds et 2,0 contres. Parmi de nombreuses distinctions, elle est élue meilleur défenseure de la ligue en 2011 et 2013 et dans le premier cinq WNBA en 2010 et 2013. Elle fait de bons débuts avec le Lynx où elle retrouve son ancienne coéquipière de LSU Seimone Augustus.
Pour sa seconde rencontre et seconde victoire, elle inscrit 12 points, 8 rebonds, 2 contres, 1 interception et a une présence importante en défense qui contribue à une nette victoire sur le Dream. Le 14 août, elle inscrit 19 points (dont 15 en seconde période), 8 rebonds et 5 contres lors de la court victoire du Lynx face au Dream. Lors de l'élimination en play-offs en 2014, la pivot du Mercury Brittney Griner domine Janel McCarville qui plafonne à 2,7 points et 4 rebonds. Quand en 2015, les deux équipes se retrouvent en finales de conférence, Fowles a des moyennes de 10 points, 14 rebonds et 2,5 contres mais parvient surtout à limiter Griner à 12 points, 6 rebonds et 1 contre par matches au lieu de 20 points, 10 rebonds et 8 contres l'année précédente. Elle remporte le titre WNBA 2015 avec le Lynx qui bat le Fever de l'Indiana 3 manches à 2. Elle prend une part décisive dans ce succès, sauf dans le 4e manche où elle est limitée par les fautes. Sa contribution générale; notamment dans la dernière rencontre où elle inscrit 20 points et 11 rebonds pour permettre au Lynx de s'imposer 69-52, ce qui lui vaut d'être nommée meilleure joueuse des Finales WNBA. En février 2016, elle signe un nouveau contrat avec le Lynx.
Lors de la saison WNBA 2016, elle est nommée pour la troisième fois de sa carrière meilleure défenseure de la saison WNBA. Lors de ses 34 titularisations avec le Lynx, elle obtient le cinquième rang des rebonds défensifs avec 6,1 prises par rencontre et quatrième au total des rebonds (8,5). Avec 13,9 points, elle se classe quatrième de la ligue aux points marqués et à l'adresse aux tirs (59,5 %), ainsi que quatrième aux contres (1,8), onzième aux interceptions (1,3). Avec elle, le Lynx a le meilleur defensive rating (96,4) et accorde la seconde plus faible adresse à ses adversaires (41,7 %) et nombre de points encaissés (77,0).
Lors de la saison WNBA 2017, elle est nommée meilleure joueuse de la conférence Ouest en mai, juin et juillet. Cinq fois élue joueuse de la semaine, elle est également élue meilleure joueuse de la saison régulière, alors que le Lynx termine premier de la saison régulière avec 27 victoires et 7 défaites. Ses statistiques personnelles sont de 18,9 points (5e de la ligue) avec une adresse de 65,5 % (1re), 10,4 rebonds (2e) et 1,37 contre (2e).
Le Lynx remporte les Finales WNBA 2017 par trois victoires à deux contre les Sparks de Los Angeles, ce qui permet au club du Minnesota d'égaler le record des quatre titres des Comets de Houston. Elle est élue meilleure joueuse des Finales WNBA. Durant l'intersaison WNBA, elle retrouve Beijing qu'elle porte au meilleur bilan de la saison régulière (21 victoires pour 5 défaites) jusqu'en finale grâce à trois victoires sur Shanghaï, dont 19 points, 14 rebonds et 2 passes décisives dans la dernière manche.
Lors de la saison WNBA 2018, le Lynx n'obtient qu'une septième place en saison régulière malgré une excellente saison de Fowles qui avec 404 rebonds collectés bat le record sur une saison établi la saison précédente par Jonquel Jones avec 403 prises.
Lors de la saison WNBA 2019, le 14 juillet 2019 elle établit un record en carrière de la ligue de 158 double-doubles lors d'un succès face au Mercury de Phoenix avec 14 points et 13 rebonds, surpassant les 156 double-doubles établis par Lisa Leslie de 1997 à 2009. Elle se blesse à la 7e rencontre de la saison WNBA 2020 et ne revient pas à la compétition.

## Équipe nationale
En 2005, elle rejoint la sélection américaine lors des championnats du monde universitaires, compétition dont l'équipe américaine remporte la médaille d'or.
En 2008, elle est choisie par Anne Donovan pour représenter les couleurs américaines aux Jeux olympiques de Pékin. La sélection américaine remporte toutes ses rencontres, battant l'Australie en finale sur le score de 92 à 65.
Elle déclare forfait pour l'équipe nationale qui doit disputer le championnat du monde 2014 car diminuée par une blessure au pied.
Elle fait partie des douze sélectionnées pour le tournoi olympique de 2016.
Elle fait partie des douze sélectionnées pour le tournoi olympique de 2020, disputé en 2021 en raison de la pandémie de Covid-19, qui remporte la médaille d'or.

## Palmarès

### Club
- Championne WNBA 2015[17] et 2017[22].
- Vainqueur de l'Euroligue 2009
- Coupe de Turquie : 2013[31]
- Championne de Chine 2016[32]

### Sélection nationale
- Jeux olympiques d'été
  -  Médaille d'or aux Jeux olympiques de 2008 à Pékin,  Chine
  -  Médaille d'or aux Jeux olympiques de 2012 à Londres,  Royaume-Uni
  -  Médaille d'or aux Jeux olympiques de 2016 à Rio de Janeiro[33]
  -  Médaille d'or aux Jeux olympiques de 2020 à Tokyo[30]

- Championnat du monde
  -  Médaille d’or du Championnat du monde 2010

### Distinctions personnelles
- Meilleure joueuse de la Southeastern Conference 2008
- WNBA All-Rookie Team 2008 [34]
- Meilleure joueuse des Finales WNBA 2015[35] et 2017[23].
- Meilleure défenseure des saisons WNBA 2011, 2013[36] et 2016[19]
- Élue dans le meilleur cinq de la WNBA en 2010
- Élue dans le deuxième meilleur cinq de la WNBA en 2011[37]
- Sélectionnée aux All-Star Game WNBA 2009, 2011, 2013, 2017[38], 2018[39] et 2019[40].
- Sélection USA pour de la rencontre The Stars at the Sun en 2010[41]
- MVP de la rencontre The Stars at the Sun en 2010[41].
- Meilleur cinq défensif de la WNBA 2010, 2011, 2012, 2013, 2016[42], 2017[43].
- Second cinq défensif de la WNBA 2008, 2014 et 2018[44].
- Meilleur cinq de la WNBA (2010, 2013, 2017[45])
- Second meilleur cinq de la WNBA (2011, 2012, 2016[46])